# À cause d'un garçon
À cause d'un garçon (tj. Kvůli klukovi) je francouzský hraný film z roku 2002, který režíroval Fabrice Cazeneuve. Film popisuje osudy studenta, který je po outingu vystaven šikaně svých spolužáků na lyceu.

## Děj
Sedmnáctiletý Vincent z pařížského předměstí je zdánlivě bezproblémový mladík: pohledný, sportovec, taktní a navíc dobrý student a šampion místního plaveckého družstva. Ačkoliv má dívku Noémi, udržuje rovněž utajený vztah s Brunem z Paříže. Jednoho dne se s Vincentem dá do řeči Benjamin, nový žák, který na lyceum přišel z jiné školy. Jeho spolužáci si všimnou, že ho Benjamin navštívil u něj doma a druhý den Vincent najde ve škole na zdi nápis, že je gay. Jeho život na lyceu se obratem změní. Spolužáci si z něj dělají legraci. Zastane se ho pouze jeho nejlepší kamarád Stéphane, který je sám velmi překvapen, jak Vincenta málo zná. Noémi je na Vinenta naštvaná, že jí neřekl sám pravdu. Spolu se Stéphanem obviňují Benjamina, že situaci zavinil. Spolužáci z plaveckého oddílu Vincenta mezi sebou nechtějí. Jeho starší bratr Régis řekne o Vincentově homosexualitě rodičům doma. Rodiče přemýšlejí, jak se k synovi mají teď zachovat. Ředitel školy nabádá učitele literatury, který je sám gay, aby Vincentovi pomohl, ale ten to odmítá. Vincentovi pomůže trenér i rodiče. Vincent si chce promluvit s Brunem a proto za ním odjíždí do Paříže, kde se setkají ve čtvrti Marais. Zde je Vincent ale znechucen z chování zdejší homosexuální komunity. Stéphane a Noémi vyslechnou Benjamina a domluví jim společnou schůzku. Vincenta posléze podpoří i učitel literatury a sdělí mu, že nesmí dát na řeči spolužáků. Na konci školního roku se koná regionální turnaj v plavání, kde družstvo díky Vincentovi zvítězí. Jeho spolužáci ho opět berou za svého. Vincent začne chodit s Benjaminem.

## Obsazení
| Julien Baumgartner | Vincent Molina         |
| Julia Maraval      | Noémi                  |
| Jérémie Elkaïm     | Benjamin               |
| François Comar     | Stéphane               |
| Patrick Bonnel     | Vincentův otec         |
| Christiane Millet  | Vincentova matka       |
| Antoine Michel     | Régis, Vincentův bratr |
| Nils Ohlund        | Bruno                  |
| Bernard Blancan    | trenér                 |
| Eric Bonicatto     | učitel literatury      |